# 勒福
勒福（法語：Lefaux，法語發音：[ləfo]）是法国上法蘭西大區加来海峡省的一个市镇，属于蒙特勒伊区。

## 地理
勒福（50°32'34"N, 1°39'35"E）面积8.25 平方千米，位于法国上法蘭西大區加来海峡省，该省份为法国北部沿海省份，西北濒北海，南至索姆省，东临北部省。
与勒福接壤的市镇（或旧市镇、城区）包括：维代姆、埃塔普勒、卡米耶、弗朗克。

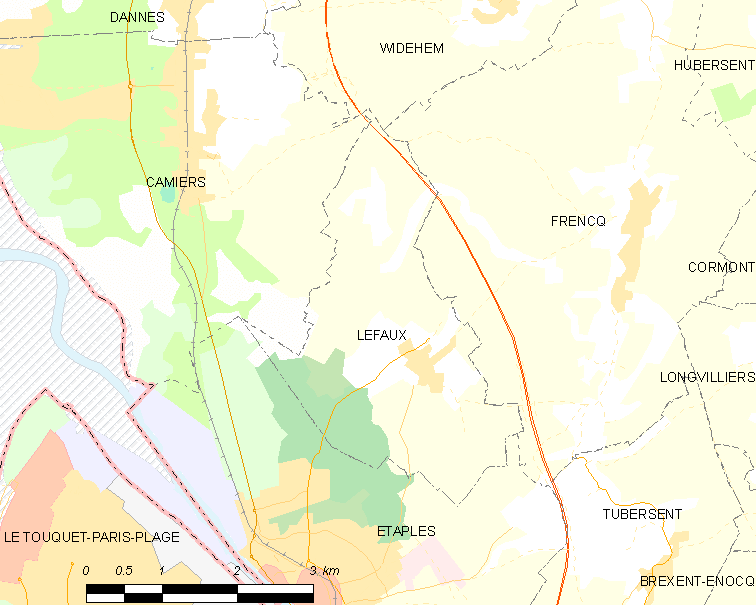
勒福的OSM定位图

勒福的时区为UTC+01:00、UTC+02:00（夏令时）。

## 行政
勒福的邮政编码为62630，INSEE市镇编码为62496。

## 政治
勒福所属的省级选区为埃塔普勒县。

## 人口

1962-2008年间勒福人口变化图示

勒福于2022年1月1日时的人口数量为222人。